# Bolgare
Bolgare ist eine italienische Gemeinde (comune) mit 6680 Einwohnern (Stand 31. Dezember 2023) in der Provinz Bergamo, Region Lombardei.

## Geographie
Die Nachbargemeinden sind Bagnatica, Calcinate, Carobbio degli Angeli, Chiuduno, Costa di Mezzate, Gorlago, Palosco und Telgate.

## Weblinks

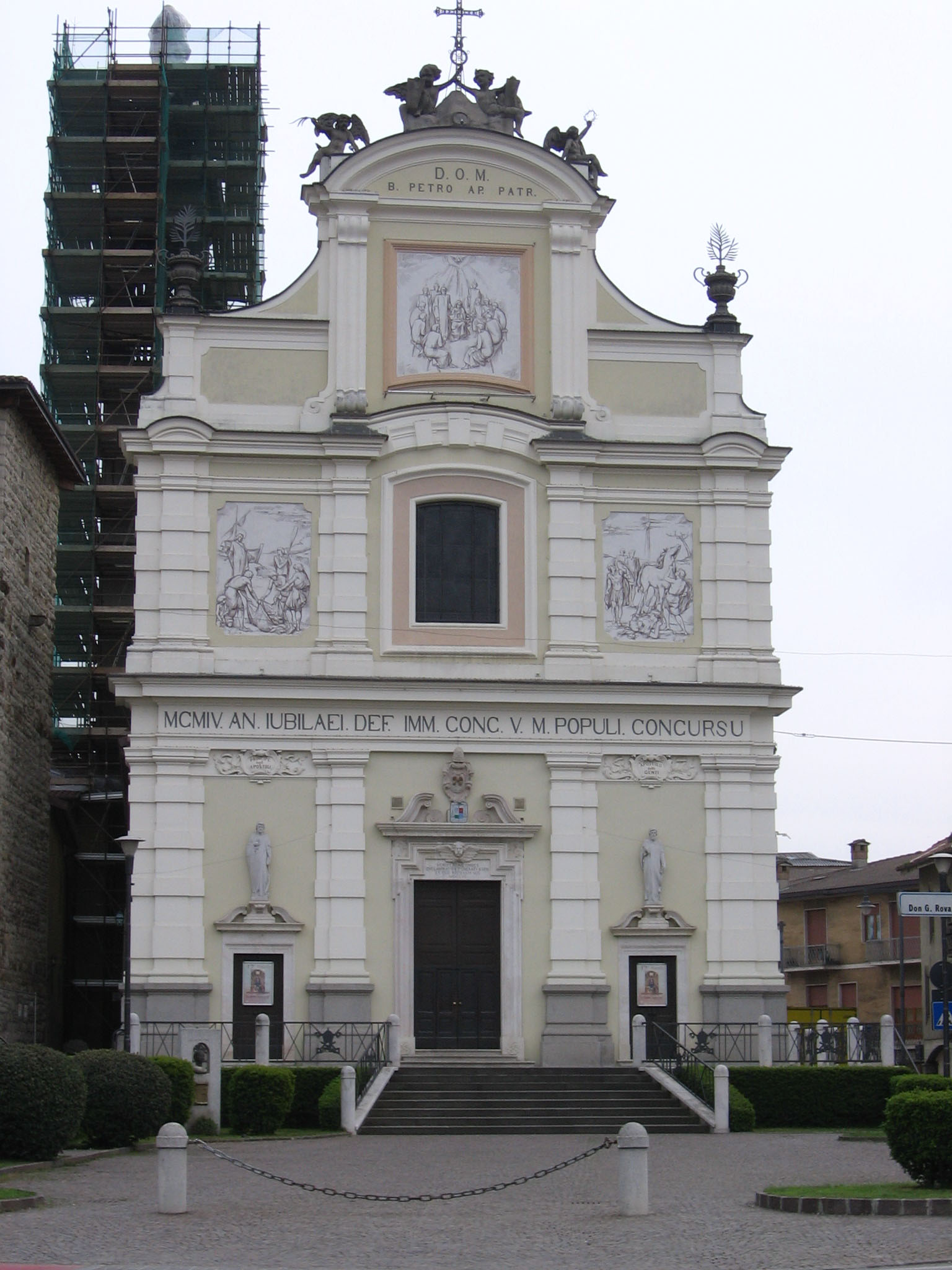
Pfarrkirche S. Paolo